# Bruneau by Maxime Maziers
Bruneau by Maxime Maziers is een Belgisch restaurant in Ganshoren, in het Brussels Hoofdstedelijk Gewest waar eigenaar en chef Jean-Pierre Bruneau van bij de opening in 1975 meer dan veertig jaar actief was tot 1 juni 2018 toen het werd overgenomen. Twee jaar na opening, in 1977, ontving het restaurant een Michelinster. Het restaurant ligt in de Broustinlaan, vlak bij de Basiliek van Koekelberg.
De appreciatie voor Bruneau van de Michelininspecteurs steeg snel, in 1982 en 1988 volgden een tweede en derde ster, die evenwel in 2004 en 2010 weer ingeleverd moesten worden; de laatste ster verloor het in de gids voor 2018. In het restaurant waren chefs als David Martin en Filip Van Belleghem actief, sommeliers waren onder meer Eric Boschman en Jurgen Lijcops.
Het restaurant kwam in 2010 ook in de pers toen de chef-eigenaar ontdekte dat zijn Franse sommelier Pierre R. een paar maanden lang stelselmatig wijn uit de wijnkelder had verduisterd. Uiteindelijk ging de spoorloos verdwenen sommelier er met 1.800 flessen met een waarde van 400.000 euro vandoor. Onder de gestolen waren bevonden zich onder meer 160 flessen Pétrus.
Per 1 juni 2018 is het restaurant overgenomen door Maxime Maziers en heet sindsdien Bruneau by Maxime Maziers.